# 根岸古墳群
根岸古墳群（ねぎしこふんぐん）は、埼玉県朝霞市にある古墳群である。

現在墳丘が残っているのは柊塚古墳1基である。柊塚の西200メートルには一夜塚古墳が存在したが、墳丘は破壊され現存しない。また一夜塚の周囲に2基の古墳（男塚・女塚古墳、狐塚古墳）があったと伝えられている。

## 古墳
- 柊塚古墳　北緯35度48分34.4秒 東経139度36分20.68秒

現状で全長60メートル・高さ7メートルの前方後円墳。別名「天神塚古墳」。前方後円墳としては、県南部で墳丘が残っている唯一の例である。主体部は木炭槨と粘土槨の2基が予想されている。6世紀前半の築造。1969年県選定重要遺跡。1997年市指定史跡。
- 一夜塚古墳　北緯35度48分31.6秒 東経139度36分16.0秒

直径36メートル・高さ6メートルの円墳だったが、1943年(昭和18年)に小学校校庭の拡張工事により破壊された。取り壊しの際に木炭槨が発掘され、直刀3、小型仿製方格規矩鏡1、管玉2、楕円形十文字鏡板付き轡1、鉸具1、三葉文心葉形杏葉2、無脚雲珠、兵庫鎖片、冑片、鎧片などが発見された。これらの遺物は平成24年9月1日付けで市指定有形文化財に指定された。6世紀前半の築造。
- 狐塚古墳

一夜塚古墳の北西180メートルに位置していた古墳。墳丘は消失し、形状・規模は不明であるが、方墳との伝承がある。
- 男塚・女塚古墳

一夜塚古墳の南180メートルに位置していた古墳。狐塚同様、墳丘は消失し、形状・規模は不明であるが、方墳との伝承がある。